# Fußball-Weltmeisterschaft der Frauen 2003/Gruppe D
Resultate der Gruppe D der Fußball-Weltmeisterschaft der Frauen 2003.
| Pl. | Land       | Sp. | S | U | N | Tore    | Diff. | Punkte |
| --- | ---------- | --- | - | - | - | ------- | ----- | ------ |
| 1.  | China      | 3   | 2 | 1 | 0 | 003:100 | +2    | 07     |
| 2.  | Russland   | 3   | 2 | 0 | 1 | 005:200 | +3    | 06     |
| 3.  | Ghana      | 3   | 1 | 0 | 2 | 002:500 | −3    | 03     |
| 4.  | Australien | 3   | 0 | 1 | 2 | 003:500 | −2    | 01     |

## Australien – Russland 1:2 (1:1)
| Australien                                           | Australien | Russland | Russland |
| ---------------------------------------------------- | --- | --- | -------- |
| Australien                                           | \| 21. September 2003 in Carson (The Home Depot Center) \| \| Zuschauer: 8.500 \| \| Schiedsrichterin: Bola Abidoye ( Nigeria) \| | \| 21. September 2003 in Carson (The Home Depot Center) \| \| Zuschauer: 8.500 \| \| Schiedsrichterin: Bola Abidoye ( Nigeria) \| | Russland |
| Australien                                           | Cassandra Kell – Sacha Wainwright (46. Bryony Duus), Dianne Alagich, Cheryl Salisbury, Rhian Davies – Tal Karp (91. April Mann), Gillian Foster, Joanne Peters, Heather Garriock – Danielle Small, Kelly Golebiowski Cheftrainer: Adrian Santrac | Alla Wolkowa – Tatjana Saizewa, Marina Burakowa, Marina Sajenko, Anastassija Pustowoitowa (67. Wera Strukowa) – Galina Komarowa, Tatjana Jegorowa (68. Tatjana Skotnikowa), Oxana Schmatschkowa, Jelena Fomina – Natalja Barbaschina, Olga Letjuschowa Cheftrainer: Juri Bystrizki | Russland |
| Australien                                           | 1:0 Kelly Golebiowski (38.) | 1:1 Dianne Alagich (39., Eigentor) 1:2 Jelena Fomina (89.) | Russland |
| Australien                                           | Jelena Fomina, Olga Letjuschowa | | Russland |
| 21. September 2003 in Carson (The Home Depot Center) | | |          |
| Zuschauer: 8.500                                     | | |          |
| Schiedsrichterin: Bola Abidoye ( Nigeria)            | | |          |

## China – Ghana 1:0 (1:0)
| China                                                | China | Ghana | Ghana |
| ---------------------------------------------------- | --- | --- | ----- |
| China                                                | \| 21. September 2003 in Carson (The Home Depot Center) \| \| Zuschauer: 10.027 \| \| Schiedsrichterin: Sonia Denoncourt ( Kanada) \|                                                       | \| 21. September 2003 in Carson (The Home Depot Center) \| \| Zuschauer: 10.027 \| \| Schiedsrichterin: Sonia Denoncourt ( Kanada) \| | Ghana |
| China                                                | Zhao Yan – Li Jie, Fan Yunjie, Wang Liping – Pan Lina (36. Qu Feifei), Pu Wei, Zhao Lihong (88. Ren Liping), Liu Ying – Bai Jie, Han Duan (59. Liu Yali), Sun Wen Cheftrainer: Ma Liangxing | Memunatu Sulemana – Patience Sackey, Mavis Danso (58. Belinda Kanda), Elizabeth Baidu, Yaa Avoe, Lydia Ankrah – Florence Okoe, Genevieve Clottey, Adjoa Bayor – Mavis Djangmah (92. Akua Anokyewaa), Alberta Sackey (83. Mimi Osei-Agyemang) Cheftrainer: Oko Aryee | Ghana |
| China                                                | 1:0 Sun Wen (29.) | | Ghana |
| China                                                | Mavis Danso | | Ghana |
| 21. September 2003 in Carson (The Home Depot Center) | | |       |
| Zuschauer: 10.027                                    | | |       |
| Schiedsrichterin: Sonia Denoncourt ( Kanada)         | | |       |

## Ghana – Russland 0:3 (0:1)
| Ghana                                                | Ghana | Russland | Russland |
| ---------------------------------------------------- | --- | --- | -------- |
| Ghana                                                | \| 25. September 2003 in Carson (The Home Depot Center) \| \| Zuschauer: 13.929 \| \| Schiedsrichterin: Kari Seitz ( Vereinigte Staaten) \| | \| 25. September 2003 in Carson (The Home Depot Center) \| \| Zuschauer: 13.929 \| \| Schiedsrichterin: Kari Seitz ( Vereinigte Staaten) \| | Russland |
| Ghana                                                | Memunatu Sulemana – Patience Sackey (78. Belinda Kanda), Mavis Danso, Elizabeth Baidu, Yaa Avoe (58. Alberta Sackey), Lydia Ankrah – Florence Okoe, Genevieve Clottey – Adjoa Bayor, Mavis Djangmah, Mimi Osei-Agyemang (52. Akua Anokyewaa) Cheftrainer: Oko Aryee | Alla Wolkowa – Tatjana Saizewa, Marina Burakowa, Marina Sajenko (74. Anastassija Pustowoitowa), Wera Strukowa – Galina Komarowa, Tatjana Jegorowa (59. Tatjana Skotnikowa), Jelena Denschtschik (46. Alexandra Swetlizkaja), Jelena Fomina – Natalja Barbaschina, Olga Letjuschowa Cheftrainer: Juri Bystrizki | Russland |
| Ghana                                                | 0:1 Marina Sajenko (36.) 0:2 Natalja Barbaschina (54.) 0:3 Olga Letjuschowa (80.) | | Russland |
| 25. September 2003 in Carson (The Home Depot Center) | | |          |
| Zuschauer: 13.929                                    | | |          |
| Schiedsrichterin: Kari Seitz ( Vereinigte Staaten)   | | |          |

## China – Australien 1:1 (0:1)
| China                                                | China | Australien | Australien |
| ---------------------------------------------------- | --- | --- | ---------- |
| China                                                | \| 25. September 2003 in Carson (The Home Depot Center) \| \| Zuschauer: 163.929 \| \| Schiedsrichterin: Katriina Elovirta ( Finnland) \|                                                        | \| 25. September 2003 in Carson (The Home Depot Center) \| \| Zuschauer: 163.929 \| \| Schiedsrichterin: Katriina Elovirta ( Finnland) \|                                                                                  | Australien |
| China                                                | Zhao Yan – Li Jie, Fan Yunjie, Wang Liping, Liu Yali – Pu Wei, Zhao Lihong (85. Ten Wei), Liu Ying, Zhang Ouying (74. Ren Liping) – Bai Jie (90. Qu Feifei), Sun Wen Cheftrainerin: Ma Liangxing | Cassandra Kell – Karla Reuter, Dianne Alagich, Cheryl Salisbury, Rhian Davies – Tal Karp, Gillian Foster, Joanne Peters, Heather Garriock – Danielle Small(47. Bryony Duus), Kelly Golebiowski Cheftrainer: Adrian Santrac | Australien |
| China                                                | 1:1 Bai Jie (46.) | 0:1 Heather Garriock (28.) | Australien |
| China                                                | Liu Ying | Dianne Alagich, Kelly Golebiowski | Australien |
| 25. September 2003 in Carson (The Home Depot Center) | | |            |
| Zuschauer: 163.929                                   | | |            |
| Schiedsrichterin: Katriina Elovirta ( Finnland)      | | |            |

## Ghana – Australien 2:1 (2:0)
| Ghana                                     | Ghana | Australien | Australien |
| ----------------------------------------- | --- | --- | ---------- |
| Ghana                                     | \| 28. September 2003 in Portland (PGE Park) \| \| Zuschauer: 19.132 \| \| Schiedsrichterin: Xonam Agboyi ( Togo) \| | \| 28. September 2003 in Portland (PGE Park) \| \| Zuschauer: 19.132 \| \| Schiedsrichterin: Xonam Agboyi ( Togo) \| | Australien |
| Ghana                                     | Memunatu Sulemana – Patience Sackey, Mavis Danso (75. Yaa Avoe), Elizabeth Baidu, Lydia Ankrah – Florence Okoe, Genevieve Clottey – Adjoa Bayor, Gloria Oforiwaa (83. Mimi Osei-Agyemang) (91. Akua Anokyewaa), Mavis Djangmah Alberta Sackey Cheftrainer: Oko Aryee | Melissa Barbieri – Karla Reuter (90. Pamela Grant), Dianne Alagich, Cheryl Salisbury, Rhian Davies – Tal Karp (33. Bryony Duus), Gillian Foster (43. April Mann), Joanne Peters, Heather Garriock – Danielle Small, Kelly Golebiowski Cheftrainer: Adrian Santrac | Australien |
| Ghana                                     | 1:0 Alberta Sackey (34.) 2:0 Alberta Sackey (39.) | 2:1 Heather Garriock (61.) | Australien |
| Ghana                                     | Lydia Ankrah | Heather Garriock | Australien |
| 28. September 2003 in Portland (PGE Park) | | |            |
| Zuschauer: 19.132                         | | |            |
| Schiedsrichterin: Xonam Agboyi ( Togo)    | | |            |

## China – Russland 1:0 (1:0)
| China                                             | China | Russland | Russland |
| ------------------------------------------------- | --- | --- | -------- |
| China                                             | \| 28. September 2003 in Portland (PGE Park) \| \| Zuschauer: 19.132 \| \| Schiedsrichterin: Florencia Romano ( Argentinien) \|                                              | \| 28. September 2003 in Portland (PGE Park) \| \| Zuschauer: 19.132 \| \| Schiedsrichterin: Florencia Romano ( Argentinien) \| | Russland |
| China                                             | Han Wenxia – Li Jie, Fan Yunjie, Wang Liping, Liu Yali – Pu Wei, Zhao Lihong (62. Ren Liping), Liu Ying – Bi Yan (55. Qu Feifei), Bai Jie, Sun Wen Cheftrainer: Ma Liangxing | Alla Wolkowa – Tatjana Saizewa, Marina Burakowa, Marina Sajenko, Wera Strukowa – Galina Komarowa, Tatjana Jegorowa, Alexandra Swetlizkaja, Jelena Fomina – Natalja Barbaschina, Olga Letjuschowa (66. Tatjana Skotnikowa) Cheftrainerin: Juri Bystrizki | Russland |
| China                                             | 1:0 Bai Jie (16.) | | Russland |
| China                                             | Jelena Fomina | | Russland |
| 28. September 2003 in Portland (PGE Park)         | | |          |
| Zuschauer: 19.132                                 | | |          |
| Schiedsrichterin: Florencia Romano ( Argentinien) | | |          |